# Augsburger Modell
Das Augsburger Modell – ursprünglich 1986 vom Verein für Deutsche Schäferhunde e. V. mit Sitz in Augsburg ins Leben gerufen – ist eine Form der Hundeausbildung für alle Hunde (nicht nur Hunde einer bestimmten Rasse) zum Familien- und Begleithund. Es wird in Hundevereinen (eine Mitgliedschaft ist nicht erforderlich) für Hunde ab einem Alter von 12 Monaten angeboten.
Das Augsburger Modell ist Grundlage für weiterführende Ausbildungen, da es den Hund die sogenannte Leinenführigkeit (freies Laufen bei durchhängender Leine) lehrt sowie die Kommandos Sitz, Platz, Fuß und Bleib.
Das Augsburger Modell schult darüber hinaus den Hundehalter im täglichen Umgang mit seinem Hund und lehrt das Verständnis für dessen Verhalten, Eigenarten und Bedürfnisse.

## Hundeführerschein
In manchen Bundesländern, Städten und Kommunen sind von zugelassenen Prüfern abgenommene Gehorsamsprüfungen bzw. Begleithundprüfungen nach dem Augsburger Modell als Hundeführerschein anerkannt, um etwa eine Haltererlaubnis, eine Befreiung des Hundes von der Leinenpflicht oder eine Vergünstigung der Hundesteuer zu erhalten. Einheitliche Regelungen sowie einheitliche Standards existieren jedoch nicht.